# Diócesis de Saskatoon
La diócesis de Saskatoon (en latín: Dioecesis Saskatoonen(sis) y en inglés: Roman Catholic Diocese of Saskatoon) es una circunscripción eclesiástica latina de la Iglesia católica en Canadá, sufragánea de la arquidiócesis de Regina. La diócesis tiene al obispo Mark Andrew Hagemoen como su ordinario desde el 12 de septiembre de 2017.

## Territorio y organización

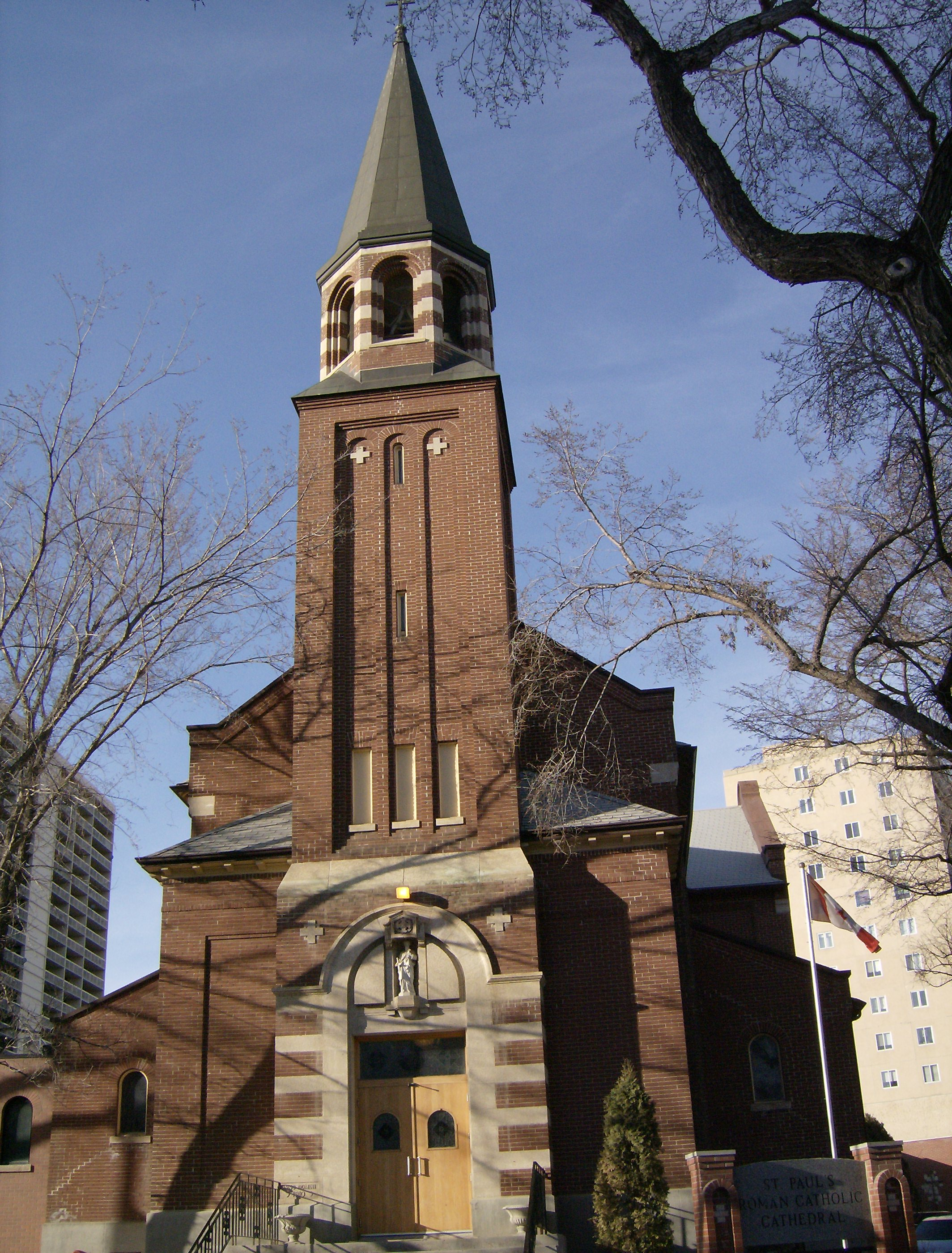
Concatedral de San Pablo, Saskatoon

La diócesis tiene 44 800 km² y extiende su jurisdicción sobre los fieles católicos de rito latino residentes en la parte central de la provincia de Saskatchewan.
La sede de la diócesis se encuentra en la ciudad de Saskatoon, en donde se halla la Catedral de la Sagrada Familia y la Concatedral de San Pablo. En Muenster se encuentra la iglesia de San Pedro, antigua catedral de la abadía territorial de Saint Peter-Muenster.
En 2020 en la diócesis existían 94 parroquias.

## Historia
La diócesis fue erigida el 9 de julio de 1933 con la bula Ecclesiarum omnium del papa Pío XI, tras la división de la diócesis de Prince Albert-Saskatoon, que también dio lugar a la diócesis de Prince Albert.
El 14 de septiembre de 1998 la diócesis se expandió, incluyendo también una parte del territorio de la diócesis de Gravelbourg, que fue simultáneamente suprimida, y la abadía territorial de San Pedro-Muenster, que perdió el privilegio de territorialidad.

## Estadísticas
De acuerdo al Anuario Pontificio 2021 la diócesis tenía a fines de 2020 un total de 101 800 fieles bautizados.
| Año                                                                             | Población            | Población | Población      | Sacerdotes | Sacerdotes    | Sacerdotes    | Bautizados por sacerdote | Diáconos permanentes | Religiosos | Religiosos | Parroquias |
| Año                                                                             | Bautizados católicos | Total     | % de católicos | Total      | Clero secular | Clero regular | Bautizados por sacerdote | Diáconos permanentes | Varones    | Mujeres    | Parroquias |
| ------------------------------------------------------------------------------- | -------------------- | --------- | -------------- | ---------- | ------------- | ------------- | ------------------------ | -------------------- | ---------- | ---------- | ---------- |
| 1950                                                                            | 28 862               | 150 052   | 19.2           | 62         | 22            | 40            | 465                      |                      | 40         | 208        | 35         |
| 1966                                                                            | 40 000               | 195 000   | 20.5           | 91         | 43            | 48            | 439                      |                      | 53         | 308        | 66         |
| 1970                                                                            | 41 000               | 208 900   | 19.6           | 77         | 36            | 41            | 532                      |                      | 44         | 242        | 41         |
| 1976                                                                            | 44 000               | 190 000   | 23.2           | 78         | 33            | 45            | 564                      |                      | 49         | 190        | 40         |
| 1980                                                                            | 45 200               | 193 500   | 23.4           | 65         | 30            | 35            | 695                      |                      | 38         | 181        | 40         |
| 1990                                                                            | 64 305               | 218 000   | 29.5           | 87         | 39            | 48            | 739                      |                      | 49         | 173        | 38         |
| 1999                                                                            | 93 859               | 318 000   | 29.5           | 96         | 39            | 57            | 977                      |                      | 73         | 233        | 112        |
| 2000                                                                            | 93 859               | 318 000   | 29.5           | 93         | 38            | 55            | 1009                     |                      | 71         | 233        | 111        |
| 2001                                                                            | 101 760              | 318 000   | 32.0           | 92         | 38            | 54            | 1106                     |                      | 70         | 226        | 100        |
| 2002                                                                            | 92 800               | 290 000   | 32.0           | 93         | 43            | 50            | 997                      |                      | 66         | 224        | 105        |
| 2003                                                                            | 89 600               | 280 000   | 32.0           | 108        | 43            | 65            | 829                      |                      | 80         | 224        | 105        |
| 2004                                                                            | 86 645               | 245 000   | 35.4           | 88         | 38            | 50            | 984                      |                      | 65         | 221        | 105        |
| 2010                                                                            | 94 000               | 301 000   | 31.2           | 97         | 52            | 45            | 969                      | 3                    | 53         | 146        | 96         |
| 2012                                                                            | 95 600               | 307 900   | 31.0           | 88         | 49            | 39            | 1086                     | 3                    | 48         | 139        | 96         |
| 2014                                                                            | 97 800               | 315 000   | 31.0           | 80         | 41            | 39            | 1222                     | 4                    | 48         | 145        | 95         |
| 2017                                                                            | 95 700               | 327 000   | 29.3           | 86         | 48            | 38            | 1112                     | 4                    | 46         | 152        | 94         |
| 2020                                                                            | 101 800              | 353 310   | 28.8           | 88         | 56            | 32            | 1156                     | 5                    | 37         | 109        | 94         |
| Fuente: Catholic-Hierarchy, que a su vez toma los datos del Anuario Pontificio. |                      |           |                |            |               |               |                          |                      |            |            |            |

## Episcopologio
- Gerald C. Murray, C.SS.R. † (18 de abril de 1934-8 de enero de 1944 nombrado arzobispo coadjutor de Winnipeg[3])
- Philip Francis Pocock † (7 de abril de 1944-6 de agosto de 1951 nombrado arzobispo coadjutor de Winnipeg[4])
- Francis Joseph Klein † (28 de febrero de 1952-25 de febrero de 1967 nombrado obispo de Calgary)
- James Patrick Mahoney † (20 de septiembre de 1967-2 de marzo de 1995 falleció)
- James Vernon Weisgerber (7 de marzo de 1996-7 de junio de 2000 nombrado arzobispo de Winnipeg)
- Albert LeGatt (26 de julio de 2001-3 de julio de 2009 nombrado arzobispo de Saint-Boniface)
- Donald Joseph Bolen (21 de diciembre de 2009-11 de julio de 2016 nombrado arzobispo de Regina)
- Mark Andrew Hagemoen, desde el 12 de septiembre de 2017